# Warnow (bei Bützow)
Warnow ist eine Gemeinde im Westen des Landkreises Rostock in Mecklenburg-Vorpommern (Deutschland). Die Gemeinde wird vom Amt Bützow-Land mit Sitz in der Stadt Bützow verwaltet.

## Geografie

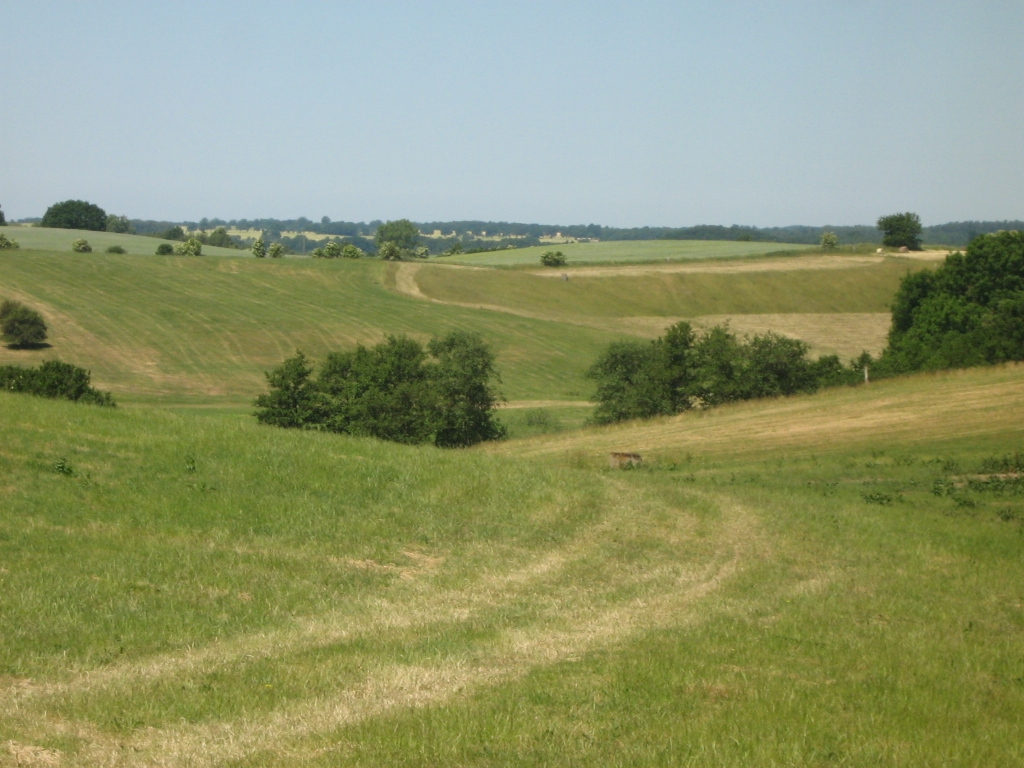
Endmoränenlandschaft bei Schlockow

Die Gemeinde Warnow liegt am Durchbruchstal des Flusses Warnow, die unterhalb des Ortes in das Bützower Becken eintritt und bis Schwaan nach Nordosten folgt. Der westlich der Warnow gelegene Tempelberg in der Nähe des Ortsteils Eickelberg erreicht eine Höhe von 85 m ü. NN. Die Gemarkung des am Nordrand der Mecklenburgischen Seenplatte gelegenen Warnow grenzt an den Landkreis Nordwestmecklenburg und an den Landkreis Ludwigslust-Parchim.
Umgeben wird Warnow von den Nachbargemeinden Baumgarten im Norden, Rühn im Nordosten, Tarnow im Osten, Witzin im Südosten, Sternberg im Süden sowie Warin im Westen.

### Gemeindegliederung
Ortsteile der Gemeinde sind:
- Buchenhof
- Diedrichshof
- Eickelberg – in der Nähe befinden sich zahlreiche Kegelgräber sowie das Großsteingrab von Klein Görnow und die Großsteingräber von Zernin
- Eickhof – 1285 erwähnt
- Klein Raden
- Lübzin, wie auch
- Rosenow 1261 erstmals erwähnt – Zusammenschluss mit Lübzin am 1. Juni 1998[2] als Lübzin-Rosenow, Eingemeindung am 1. Januar 2000[3]
- Schlockow – 1394 Ersterwähnung, Mitte des 18. Jahrhunderts nach Wüstungsperiode neu errichtet
- Warnow

## Geschichte
Die erste urkundliche Erwähnung des Pfarr- und Kirchendorfes Warnow datiert auf das Jahr 1261. Die Kirche stammt aus dem 14. Jahrhundert (Chor).
Am 1. Juli 1950 wurden die bisher eigenständigen Gemeinden Eickelberg und Klein Raden eingegliedert.
Mit dem Tausch der Vogtei Grabow gegen Schloss und Vogtei Eickhof mit Eickelberg im Jahr 1494 haftete die von den Herren von Lützow schon lange zuvor innegehabte Erblandmarschallswürde des ritterschaftlichen Mecklenburgischen Kreises fortan an diesem Gut. Damit stellten sie bis 1918 einen von zeitgleich stets drei Erblandmarschällen, die es im alten Mecklenburg gab. Als solcher unterzeichnete Claus Lützow als der Erste der Ritterschaft die Union der Landstände 1523.

## Politik

### Gemeindevertretung und Bürgermeister
Der Gemeinderat besteht (inkl. Bürgermeister) aus 8 Mitgliedern. Die Wahl zum Gemeinderat am 26. Mai 2019 hatte folgende Ergebnisse:
| Partei/Bewerber                       | Prozent | Sitze |
| ------------------------------------- | ------- | ----- |
| Unabhängige Wählergemeinschaft Warnow | 64,67   | 5     |
| CDU                                   | 35,33   | 3     |

Bürgermeister der Gemeinde ist Lutz Ritter, er wurde mit 78,66 % der Stimmen gewählt.

### Wappen
Das Wappen wurde am 3. März 2010 vom Innenministerium Mecklenburg-Vorpommern genehmigt. Es ist unter der Nr. 330 in der Wappenrolle des Landes Mecklenburg-Vorpommern registriert.
| Wappen von Warnow | Blasonierung: „In Gold ein blauer Wellenschrägbalken, begleitet oben von einem schwarzen Raben, unten von einem schwarzen Eichenzweig mit neun Eicheln nach der Figur.“ |
| Wappen von Warnow | |

Erläuterung der Symbole:

Der blau gehaltene Wellenschrägbalken symbolisiert dabei den mäandrierenden Fluss Warnow. Für den schwarzen Eichenzweig mit den neun Eicheln ergibt sich eine zweifache Symbolik. Neun Eicheln stehen für die neun Ortsteile der Gemeinde. Darüber hinaus soll mit dem Eichenzweig auf die zahlreichen naturgeschützten und jahrhundertealte Eichen hingewiesen werden. Die Abbildung des Schwarzen Vogels deutet auf die Übersetzung und Herleitung des Wortes Warnow aus dem slawischen Sprachgebrauch. Dabei wird der slawische Unterstamm der Warnabi mit „Raben“ oder „Volk vom Rabenfluss“ übersetzt.
Das Wappen wurde von dem aus Schlockow stammenden Heraldiker Michael Rohde entworfen.

### Flagge
Die Flagge der Gemeinde Warnow besteht aus einem gelben Tuch. Sie ist mit den Figuren des Gemeindewappens belegt (schräg geteilt durch einen blauen Wellenbalken, am fliegenden Ende oben ein schwarzer Rabe, am Liek unten ein schräg gelegter schwarzer Eichenzweig mit neun Eicheln). Der Rabe nimmt die Hälfte, der Eichenzweig 4/9 der Höhe des Flaggentuches ein. Die Höhe des Flaggentuches verhält sich zur Länge wie 3:5.

## Sehenswürdigkeiten
- Gotische Dorfkirche in Warnow aus dem 14. Jahrhundert mit Stufengiebel und kreuzgewölbten Chor aus Feldstein.
- Dorfkirche in Eickelberg, turmlose Kirche der Backsteingotik aus dem 14./15. Jahrhundert mit freistehendem Glockenstuhl und einer  spätromanischen Granitfünte.
- Gutshaus Buchenhof
- Gutshaus Eickelberg, um 1800, später umgebaut. Mit Eickhof von 1494 bis 1945 im Besitz der Familie von Lützow. Derzeit im Verfall, empfohlen für ein Notsicherungsprogramm.[8]
- Gutshaus Lübzin von 1911 mit Park
- Gutshaus Rosenow
- Warnowtal

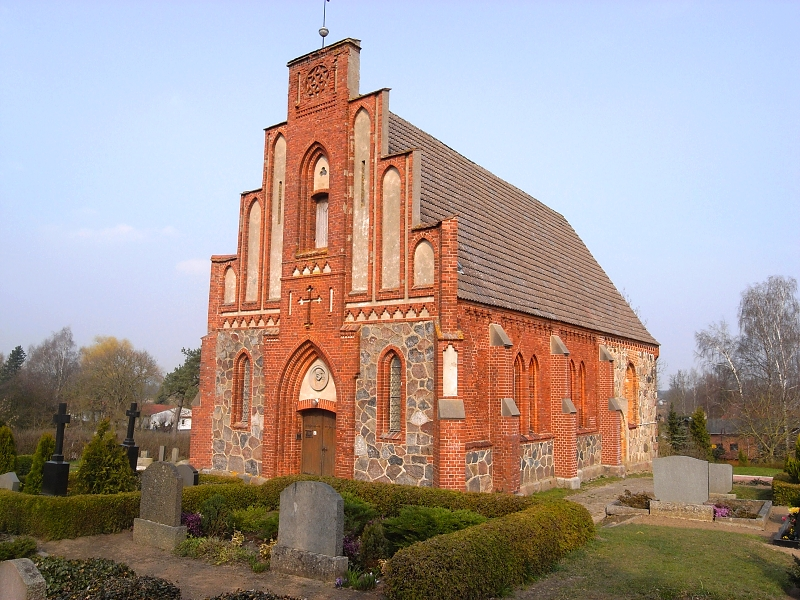
Dorfkirche in Warnow
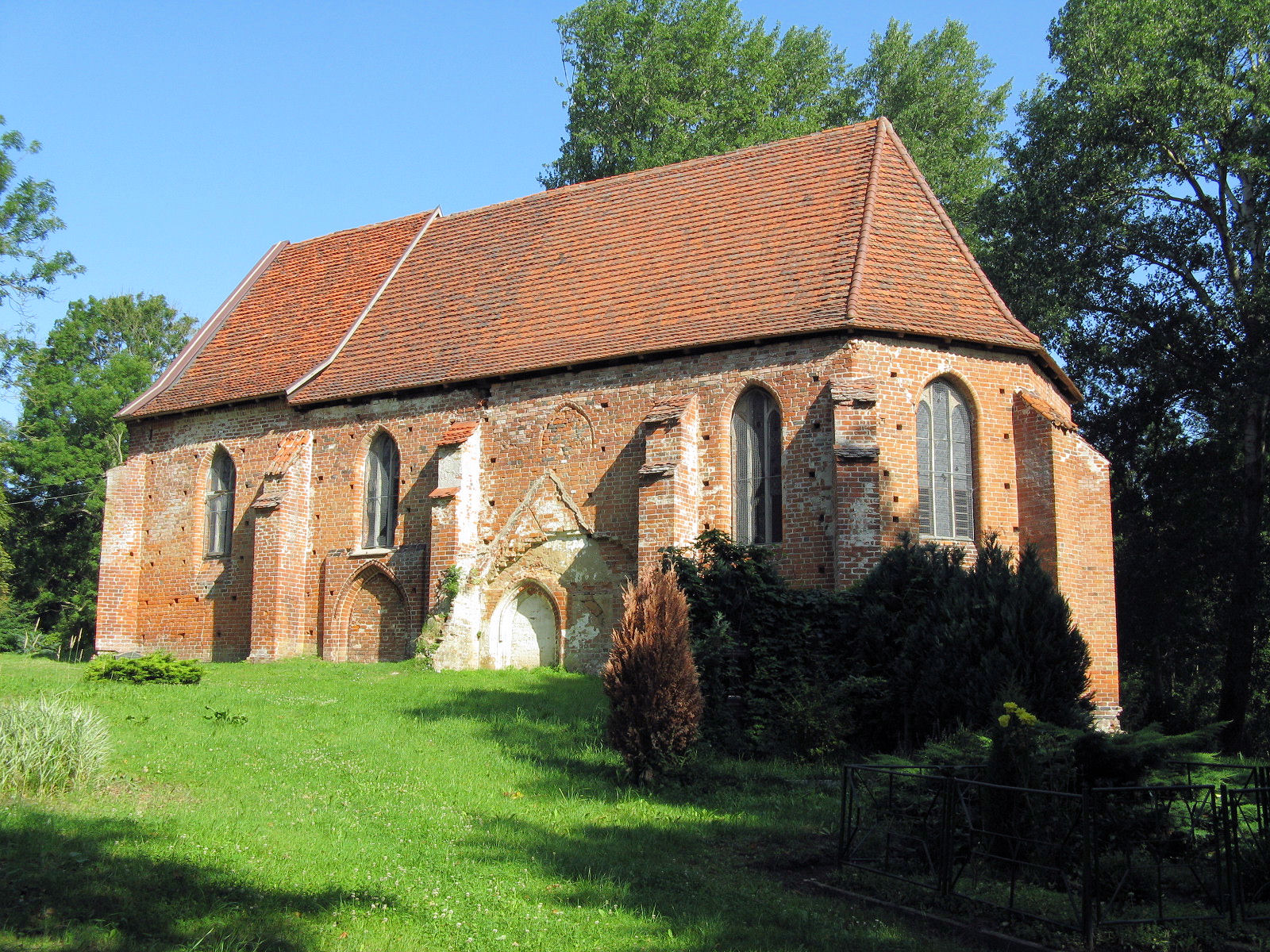
Dorfkirche in Eickelberg
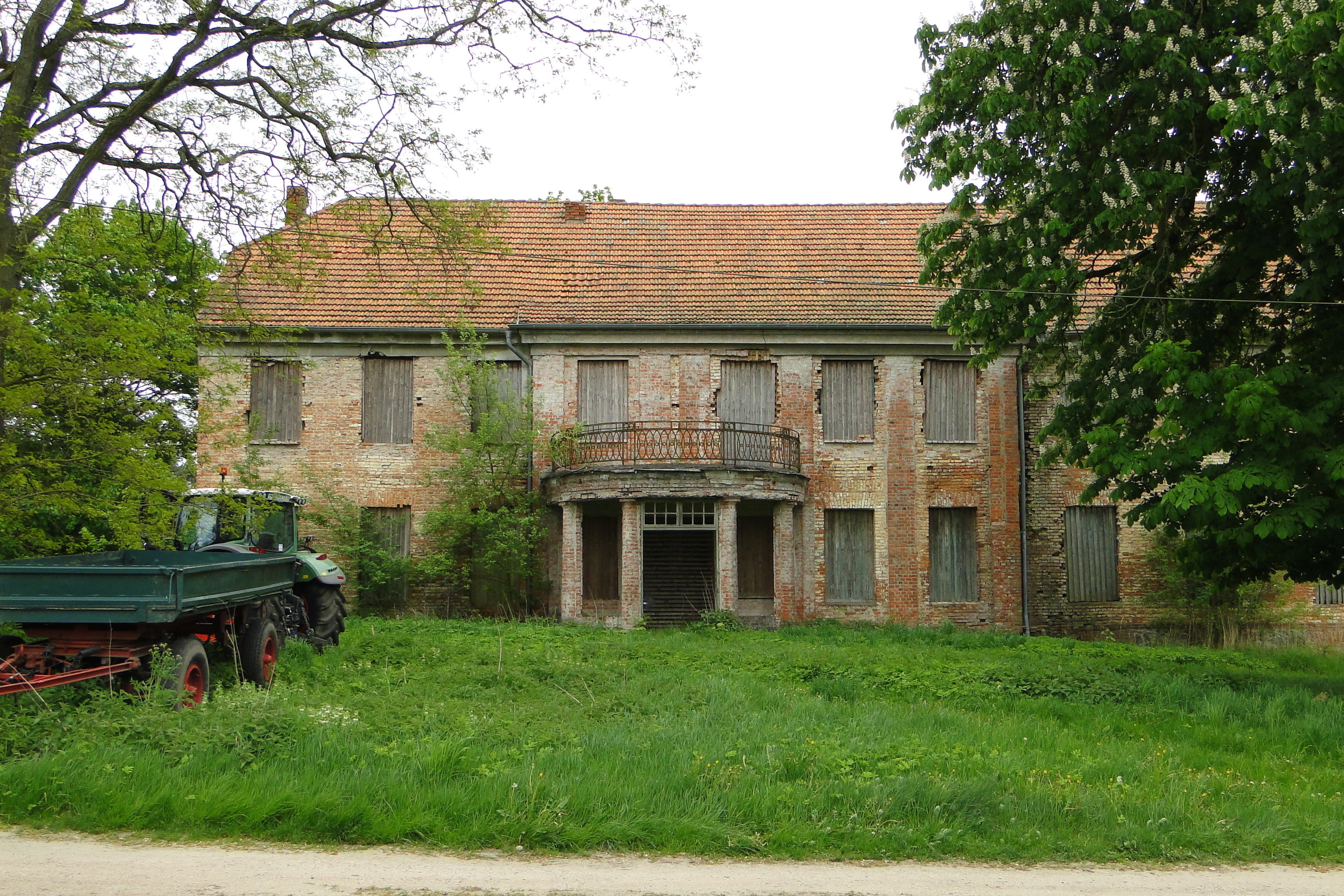
Gutshaus Eickelberg

## Wirtschaft und Infrastruktur
Die Umgebung wird von der Landwirtschaft, zunehmend auch vom Tourismus geprägt. Sehenswert ist neben dem Warnow-Durchbruchstal das Naturdorf im Ortsteil Eickhof (Zeltplätze, Wasserwander-Rastplatz und Kanuverleih).

### Verkehrsanbindung
Von Warnow aus führen Verbindungsstraßen nach Bützow, Sternberg und Neukloster. Die nahe Stadt Sternberg liegt an den Bundesstraßen 104 und 192. Durch die Gemeinde Warnow führt die Bahnstrecke Bad Kleinen–Rostock, der nächste Bahnhof befindet sich jedoch in der zehn Kilometer entfernten Stadt Bützow.